# Hoplomorpha camelaea
Hoplomorpha camelaea là một loài Oecophoridae thấy ở Úc.

## Hình ảnh

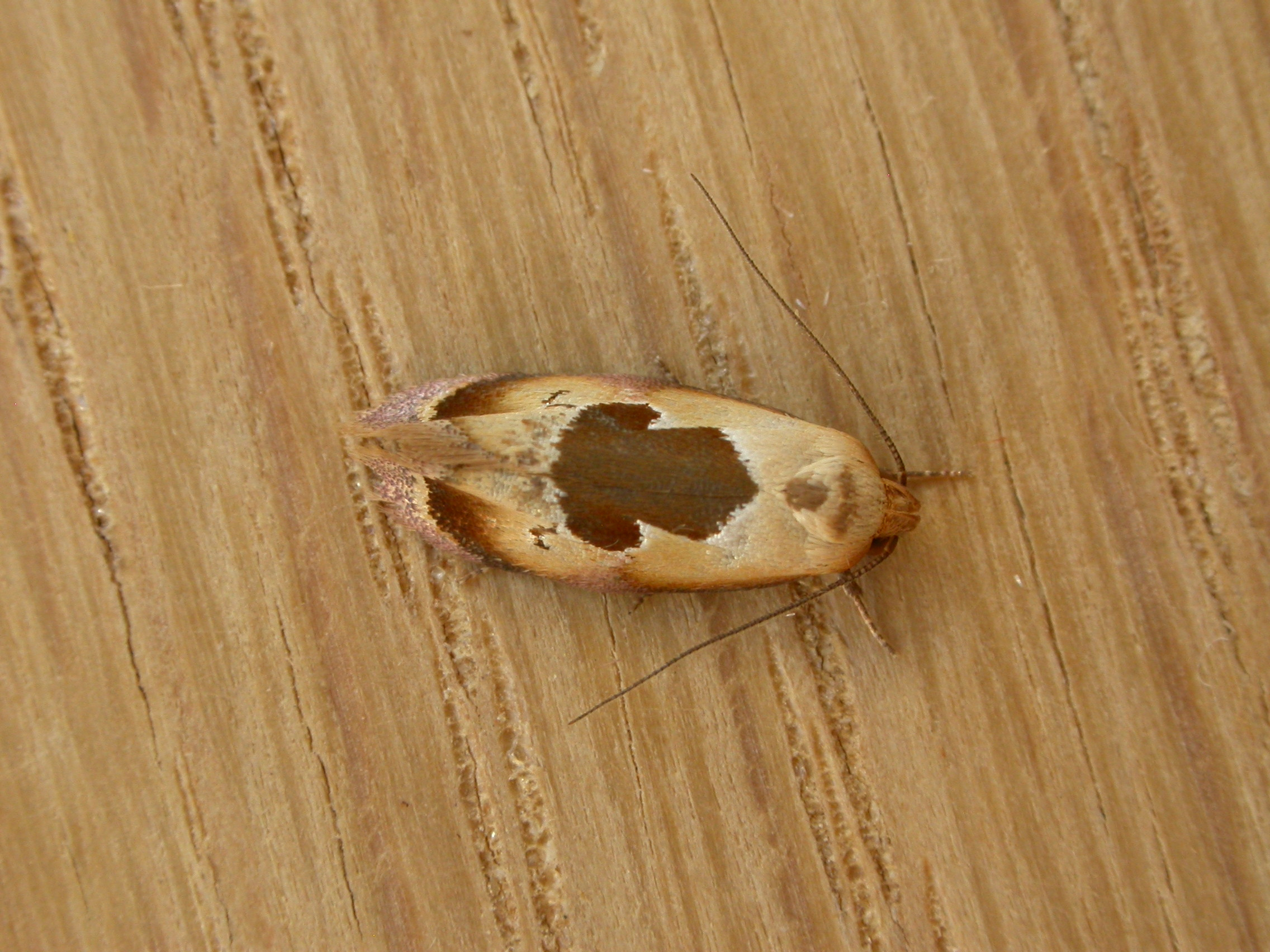
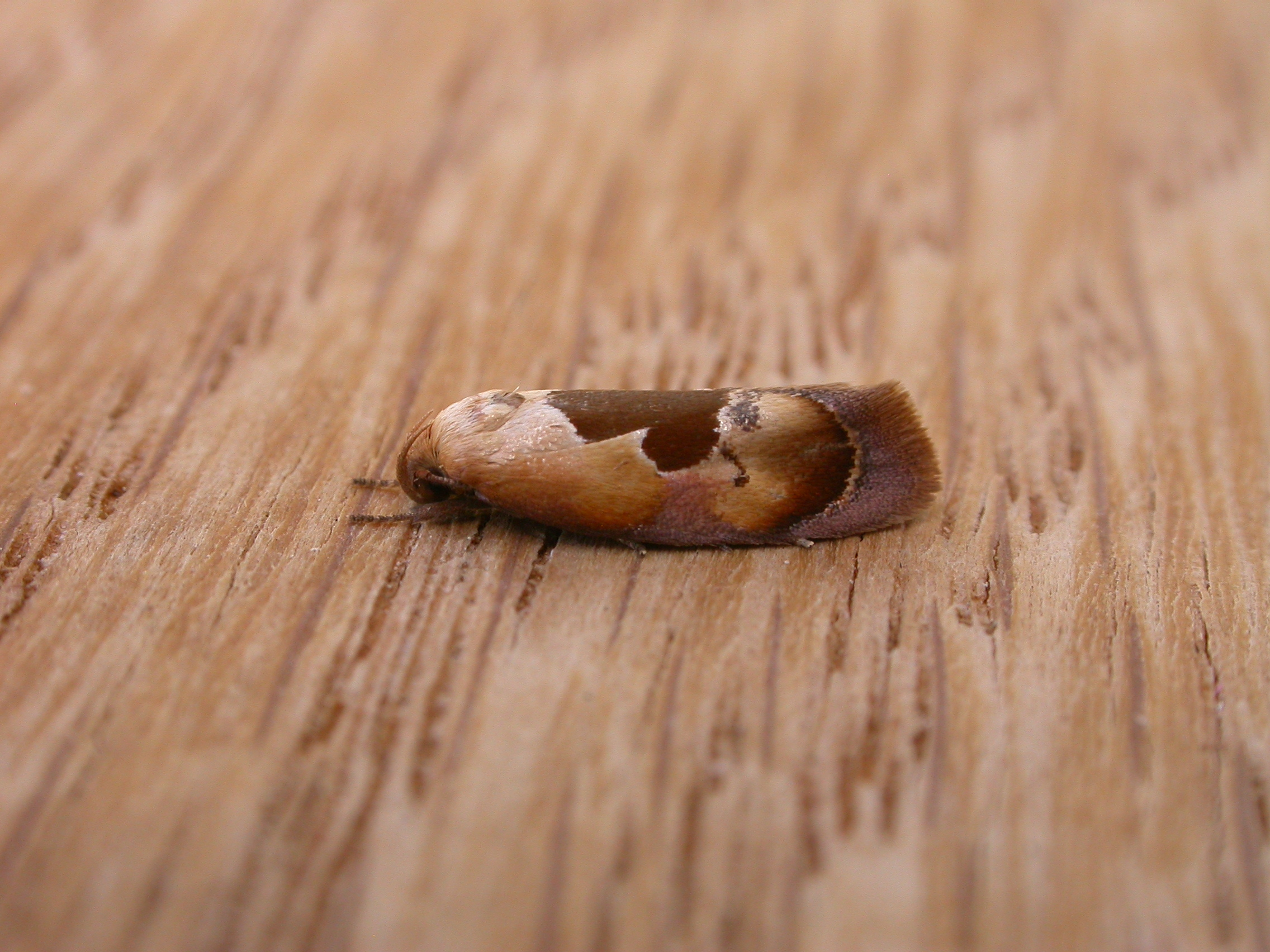
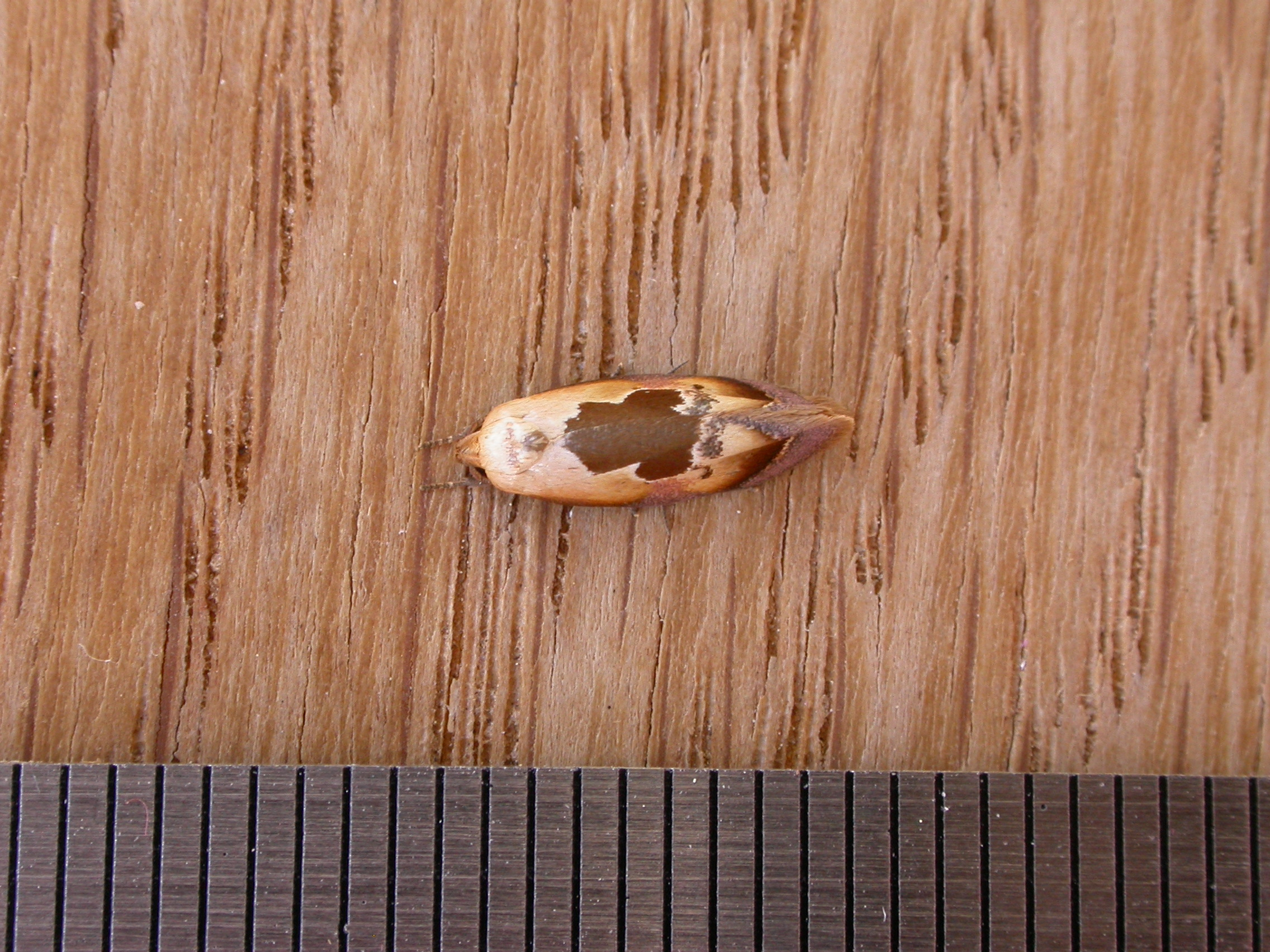